# Superbird A1
O Superbird A1, foi um satélite de comunicação geoestacionário japonês construído pela empresa Space Systems/Loral (SS/L), ele esteve localizado na posição orbital de 158 graus de longitude leste e foi operado inicialmente pela Space Communications Corporation (SCC) e posteriormente pela SKY Perfect JSAT Corporation. O satélite foi baseado na plataforma LS-1300 e sua vida útil estimada era de 10 anos. O mesmo ficou fora de serviço em dezembro de 2008 e foi transferido para a órbita cemitério.

## História
Foi feito a distribuição de televisão por cabo, videoconferência, transmissão de jornal, aplicativos de negócios e serviços bancários foram entregues a clientes japoneses através do satélite construído para a Space Communications Corporation (SCC) do Japão pela Space Systems/Loral (SS/L ).
O satélite tinha 23 transponders que operavam na banda Ku, a 50 e 85 Watts, três transponders de banda Ka de 29 Watts, e dois transponders de banda X de 47 Watts. Potência total on-board dc principal era de 4.000 Watts.
O Superbird A1 foi concluído em 19 meses e entregue em órbita em fevereiro de 1993. O satélite saiu de serviço em dezembro de 2008 e foi movido para a órbita cemitério.

## Lançamento
O satélite foi lançado com sucesso ao espaço no dia 01 de dezembro de 1992, às 00:45 UTC, por meio de um veículo Ariane-44L H10, laçando a partir do Centro Espacial de Kourou, na Guiana Francesa. Ele tinha uma massa de lançamento de 2.800 kg.

## Capacidade e cobertura
O Superbird A1 era equipado com 23 transponders em banda Ku, 3 em banda Ka e 3 em banda X para prestar serviços de telecomunicação ao Japão.